# Man on the Prowl
Man on the Prowl è un film del 1957 diretto da Art Napoleon.
È un film drammatico a sfondo poliziesco statunitense con Mala Powers, James Best e Ted de Corsia.

## Produzione
Il film, diretto da Art Napoleon, fu sceneggiato e prodotto dallo stesso Napoleon e da sua moglie Jo per la Jana Films e girato da inizio a metà settembre 1956. Il titolo di lavorazione fu Man on a Motorcycle.
Diverse sequenze furono girate nella casa dei Napoleon a Beverly Hills. I figli dei due coniugi, inoltre, accredditati come Josh e Jeff Freeman, interpretano i figli dei Marian. Bob Yeakel, accredditato come se stesso, era un venditore di Cadillac e acconsentì alle riprese nel suo salone e al suo cameo per scopi pubblicitari.

## Distribuzione
Il film fu distribuito negli Stati Uniti nel dicembre 1957 dalla United Artists.
Altre distribuzioni:
- in Brasile (Alma de Carrasco)
- in Grecia (O anthropos me tin kokkini Cadillac)